# География Тверской области
Тверская область расположена на западе средней части Восточно-Европейской (Русской) равнины. Она протянулась на 260 км с севера на юг и на 450 км с запада на восток. Область граничит с Ярославской на востоке, Вологодской и Новгородской на севере, Московской и Смоленской на юге и Псковской на западе областями.
Площадь Тверской области — 84201 км², 38-я из 83 субъектов. Это 0,49 % территории России. Самая большая область по размерам территории в Центральном федеральном округе.

## Рельеф

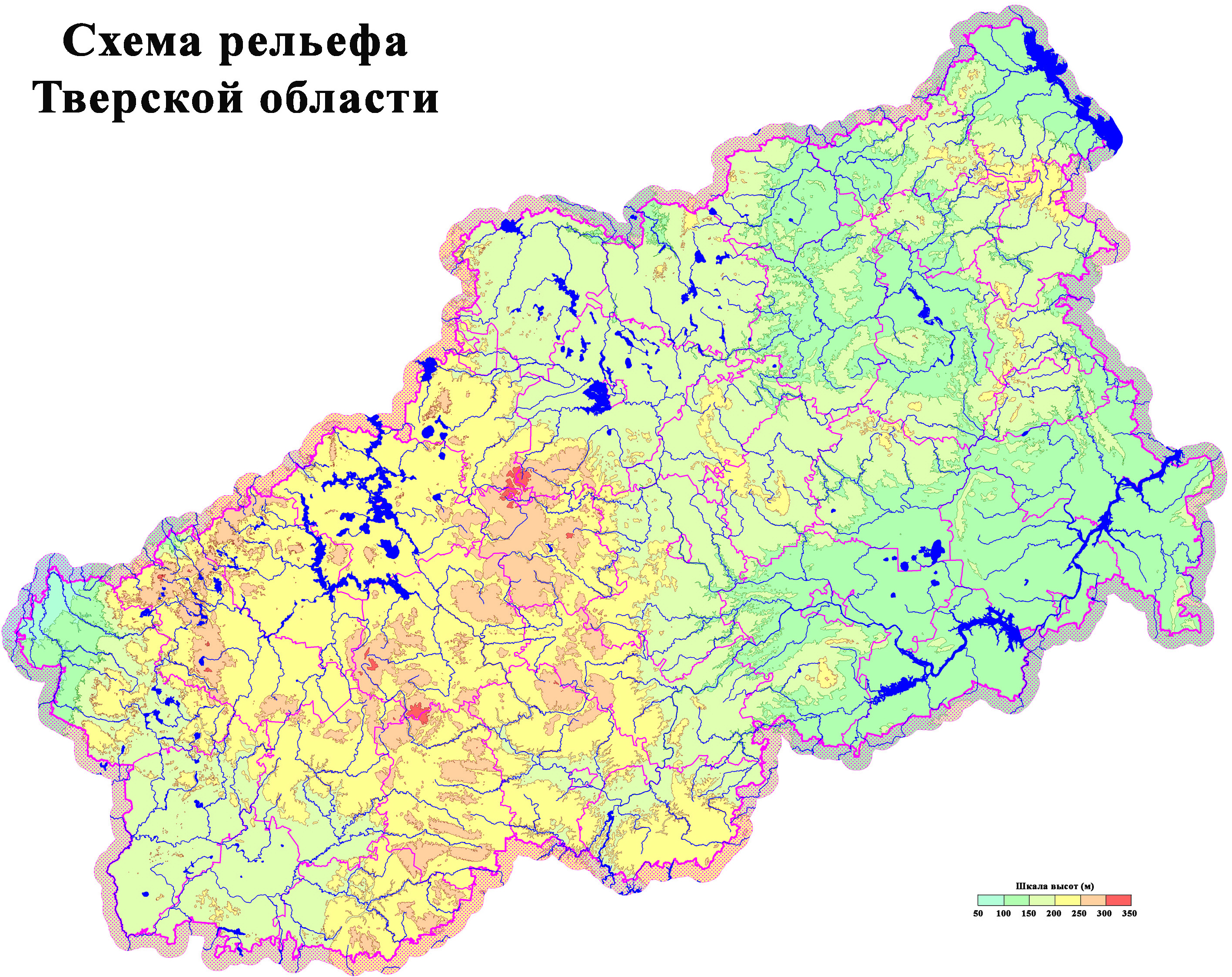

Для Тверской области в целом характерен равнинный рельеф с чередованием низменностей и возвышенностей. В западной части области, занимая примерно треть её площади, находится Валдайская возвышенность с высотами 200—300 м над уровнем моря. Она окружена понижениями, низины имеют высоты 100—150 м. Высшая точка области имеет высоту 347 м, расположена на Цнинской возвышенности (Макушка Валдая). Нижняя точка (61 м) — крайний северо-запад области, урез реки Кунья на границе с Новгородской областью.

### Орография
В пределах Валдайской возвышенности выделяются несколько самостоятельных поднятий: Валдайская гряда, Осташковская гряда, Цнинская возвышенность, Вышневолоцкая гряда, Свиные горы, Ильи горы, Оковский лес.
Другие орографические объекты на территории области:
- на северо-западе: Плоскошская низина, Воробьевы горы;
- на юго-западе: Западно-Двинская низина, Бельская возвышенность;
- в центре: Лесная гряда, Вышневолоцкая низина, Новоторжская гряда, Лихославльская гряда, Калининская гряда, Шошинская низина;
- на северо-востоке: Молого-Шекснинская низменность, Овинищенская возвышенность, Среднемоложская и Верхнемоложская низины, Бежецкий верх;
- на юго-востоке: Горицкая гряда, Верхневолжская низменность.

## Полезные ископаемые
Полезные ископаемые обнаруженные и разрабатываемые на территории Тверской области это, главным образом отложения древних морей, озёр и болот, и отчасти следствие деятельности ледников (обломочные породы).
Территория области бедна ценными полезными ископаемыми, промышленное значение имеют пласты бурого угля Подмосковного угольного бассейна. Крупнейшее месторождение — Большое Нелидовское, давшее с 1948 по 1996 год около 21 млн тонн.
Широко распространены мощные торфяные залежи общим объёмом в 15,4 млрд.м³. Рассчитанные запасы торфа составляют 2051 млн.т, что составляет около 7 % запасов Европейской части России. В промышленном масштабе освоено 43 месторождения торфа общей площадью около 300 тыс.га, основные эксплуатируемые запасы сконцентрированы в пяти месторождениях расположенных в центральной и южной частях региона. С 1971 по 1999 годы разработано более 44 млн.т топливного торфа.
Распространены известняки (под городом Старица уже несколько веков разрабатываются запасы белого «старицкого камня»). Доломитовые известняки распространены по берегам рек Вазузы, Осуги, Цны (мраморовидные известняки), встречаются залежи черепичных, кирпичных, и гончарных (огнеупорных) глин и кварцевого песка, сапропелей, многочисленны подземные пресные и минеральные водные пласты, открытые источники (наиболее известна лечебно-столовая вода «Кашинская»).

## Климат

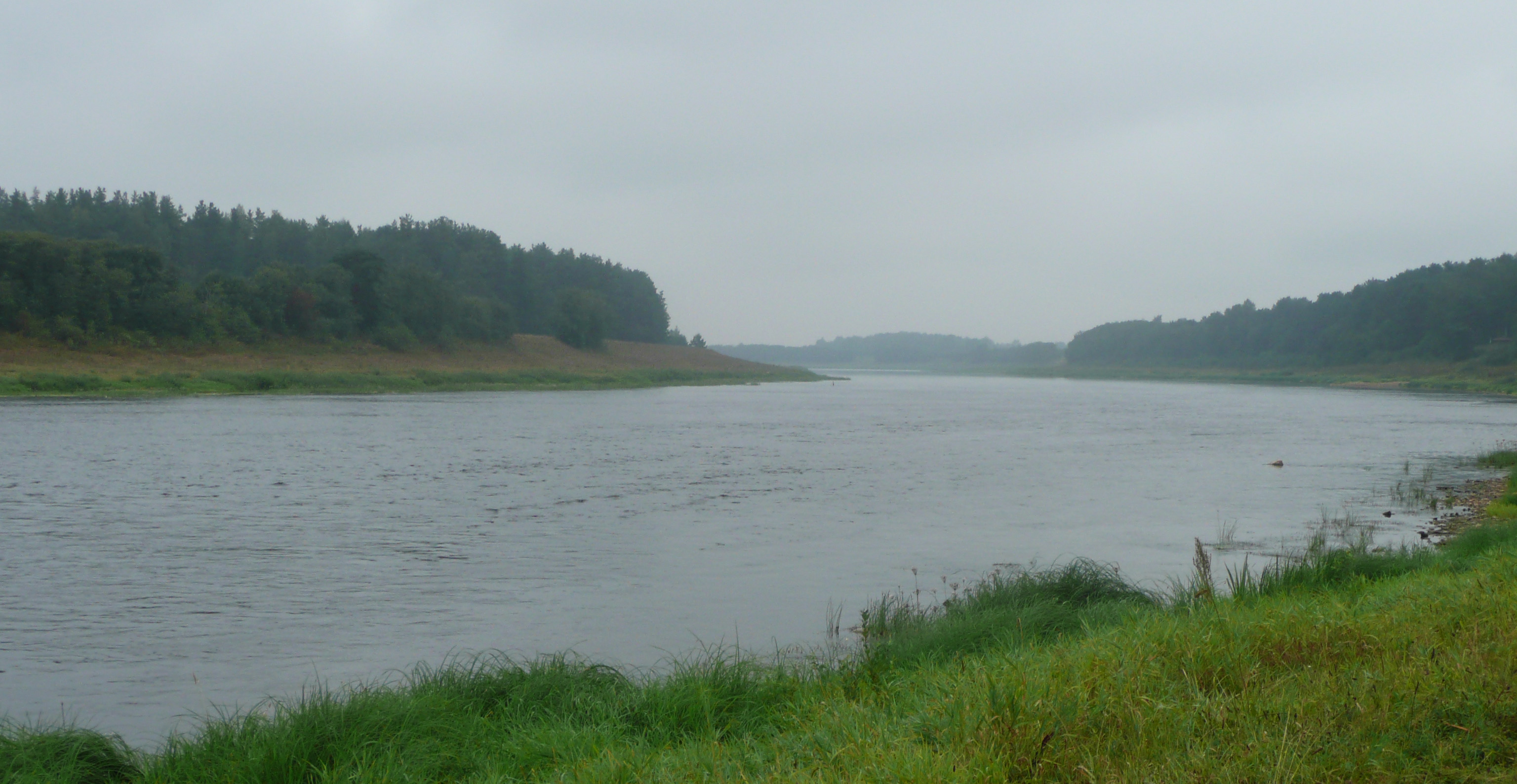
В Тверской области находятся истоки крупнейшей реки Европы Волги. На снимке — Волга в районе Старицы.

Климат области умеренно континентальный, переходный от континентального, востока европейской территории страны, к более влажному — северо-западных регионов. Область лежит в зоне комфортных для жизни и отдыха климатических условий. Среднесуточные температуры летом — плюс 15-20°С, зимой — минус 5-15°С. Среднегодовое количество осадков колеблется от 560 до 720 мм, наибольшее количество осадков выпадает на западных склонах Валдайской возвышенности. Устойчивый снежный покров устанавливается в конце ноября — начале декабря, продолжительность периода со снежным покровом 140—150 дней, мощность 40-60 см, при максимальной глубине 80 см.
Средние температуры января от −8 до −16 °C, июля +17…+19 °C. Осадков около 600—700 мм в год.

## Гидрография

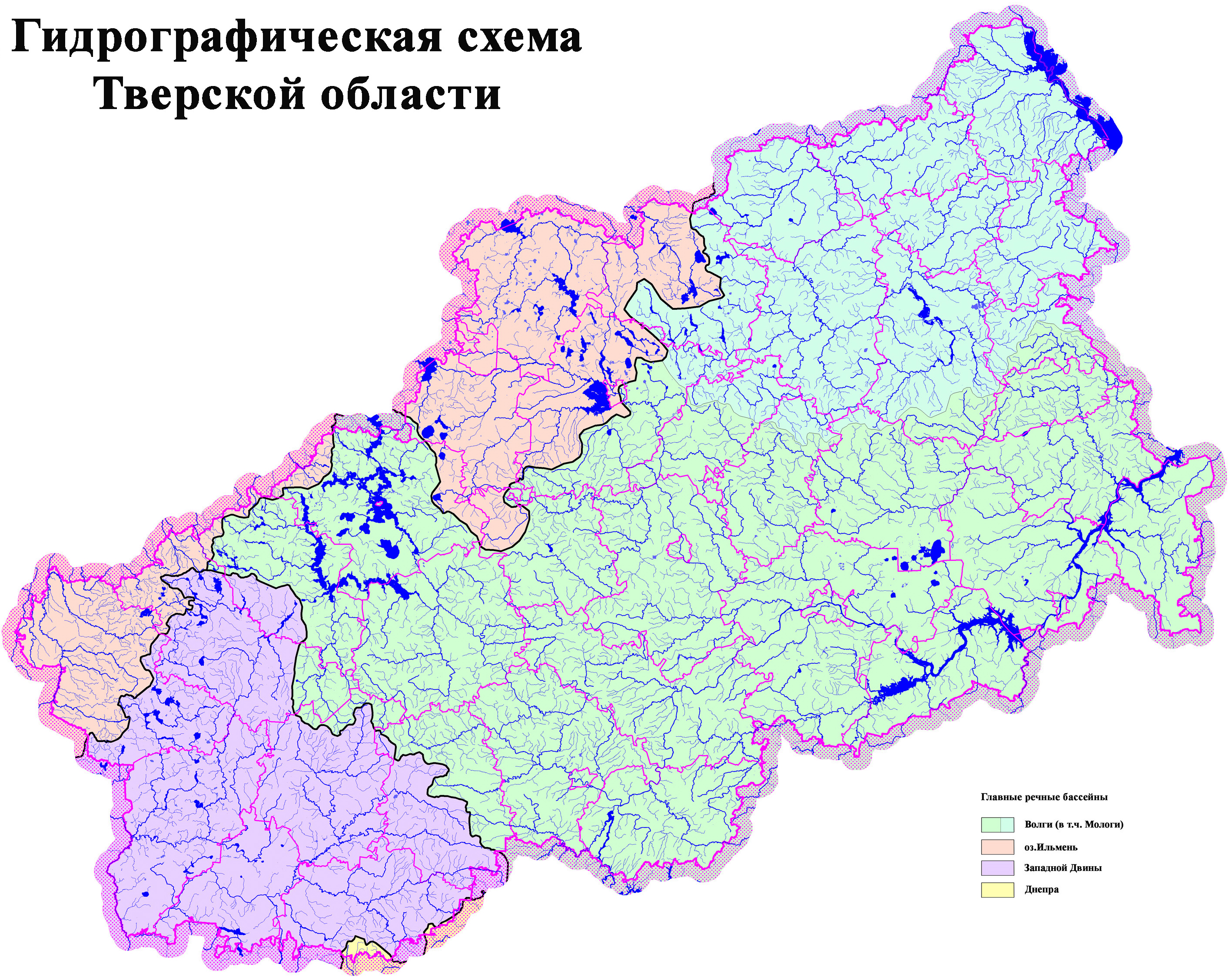

### Реки
По территории области проходит  водораздел Каспийского и Балтийского морей. На юге Бельского района находятся верховья нескольких притоков реки Вопь, правого притока Днепра (бассейн Чёрного моря). К бассейну Каспийского моря принадлежит 70 % территории области, Балтийского моря — 29,7 %.
На территории области свыше 800 рек длиной более 10 км общей протяжённостью около 17 000 км. Основная река — Волга (685 км в пределах области). Её исток находится в Осташковском районе. Важнейшие притоки Волги: Молога (280 км), Медведица (269 км), Тверца (188 км). Другие значимые реки: Западная Двина (исток в Пеновском районе, 262 км) и её приток Межа (259 км), Мста (исток в Вышневолоцком районе) и Цна (160 км).

### Озёра
На территории региона 1769 озёр (1,4 % территории), в том числе 20 площадью более 10 км². Крупнейшие: озеро Селигер (212 км²), Верхневолжские озёра (127 км²), Шлино (34 км²), Кафтино (32,3 км²), Великое (32 км²), Пирос (31,2 км²). Максимальная озёрность на западе и северо-западе области. Самое глубокое озеро области — Бросно (41,5 м).

### Водохранилища
Основные водохранилища: Верхневолжское, Иваньковское, Угличское и Рыбинское расположенные на Волге. На менее крупных реках также расположены Вазузское и Вышневолоцкое водохранилища.

### Болота
Болота занимают около 7 % от общей площади области. Крупнейшие: Оршинский Мох (Калининский и Рамешковский районы), Пелецкий Мох (Жарковский район).

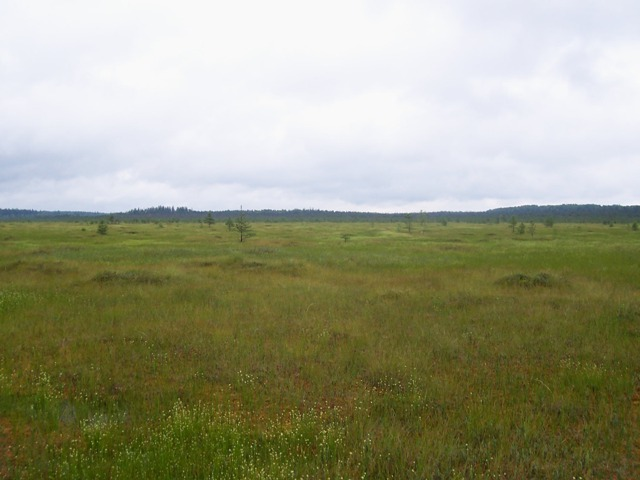
Верховое болото Старосельский мох, государственный заказник.
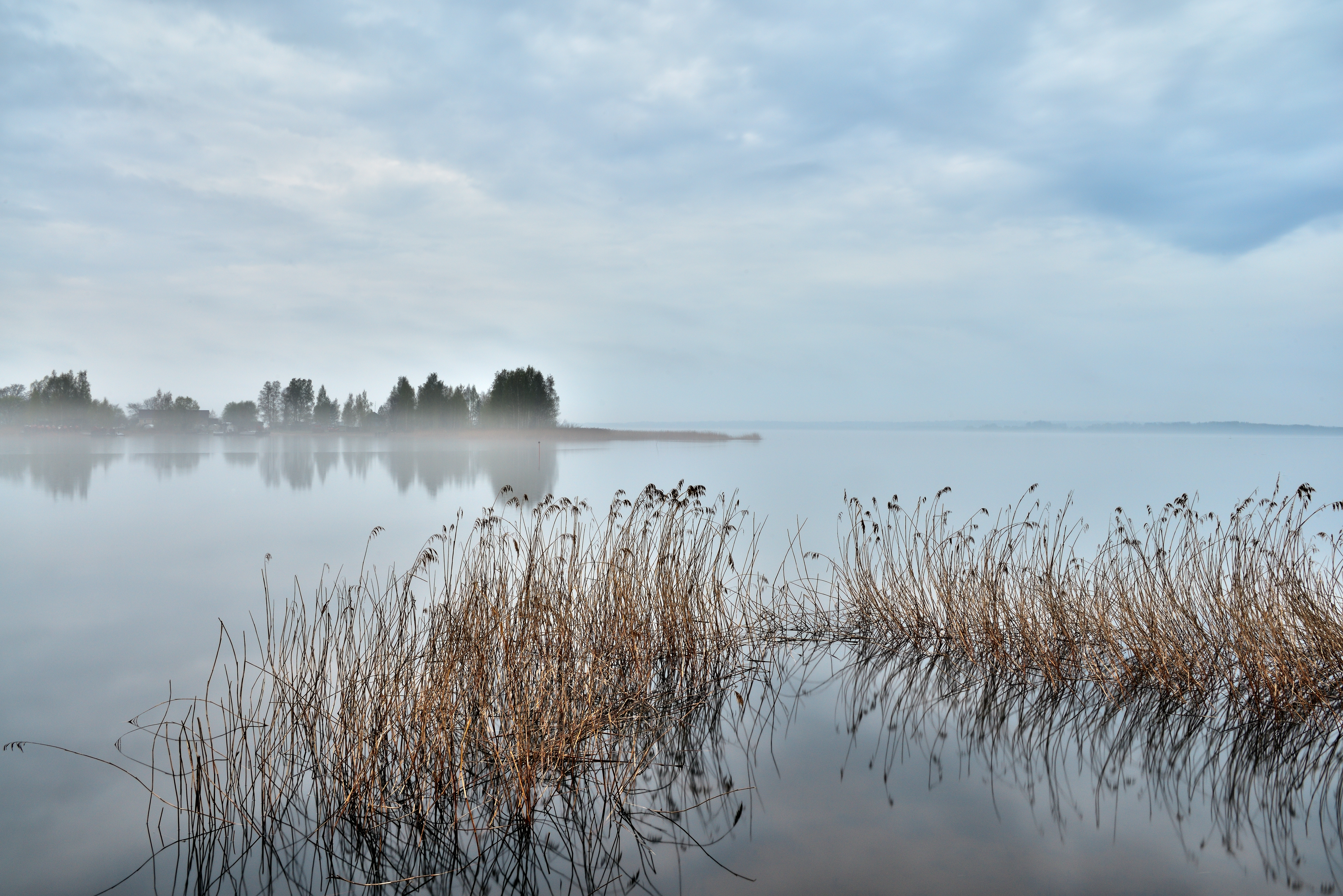
Утренний туман на озере Селигер.
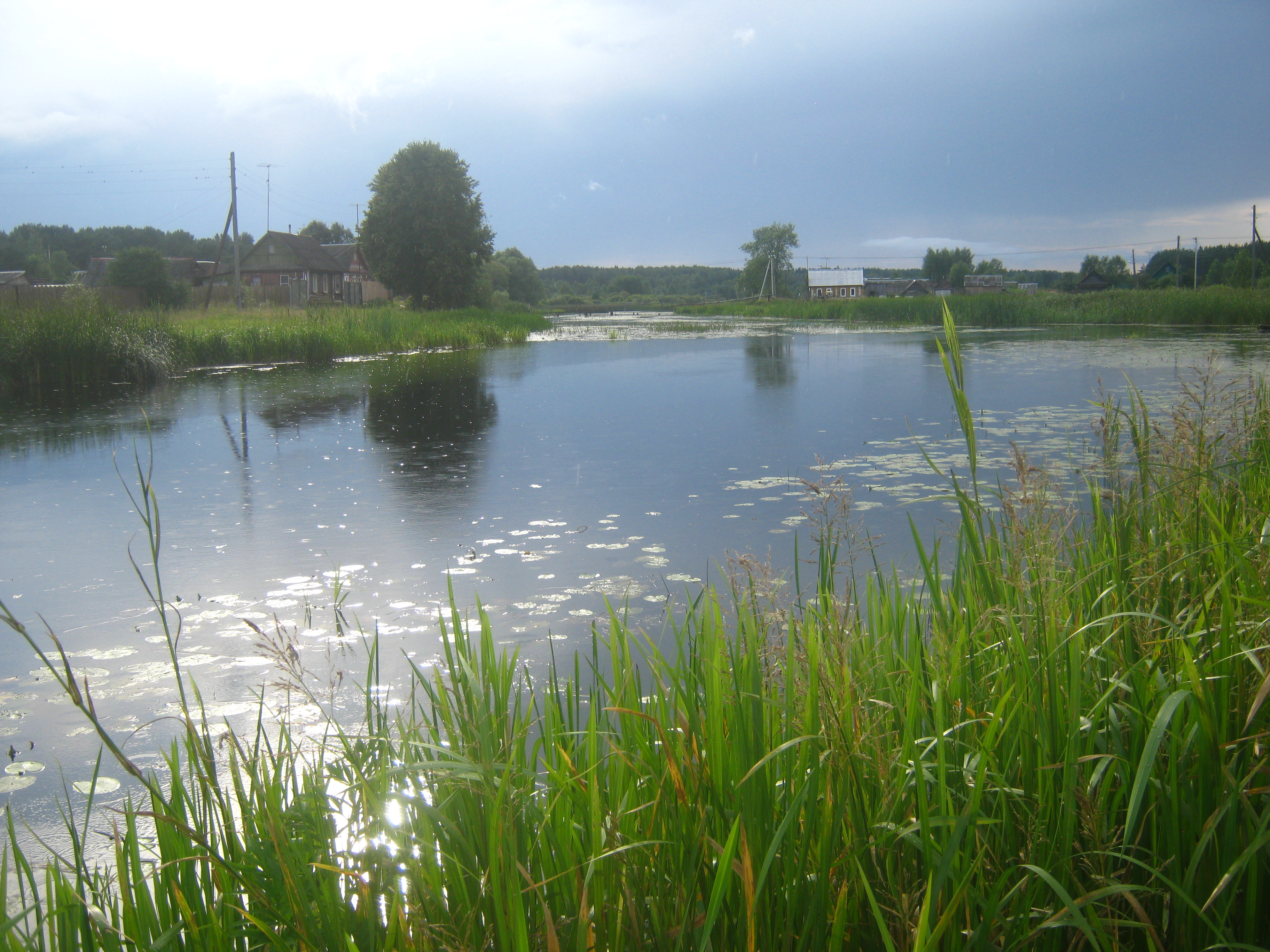
Река Торопа на западе области.
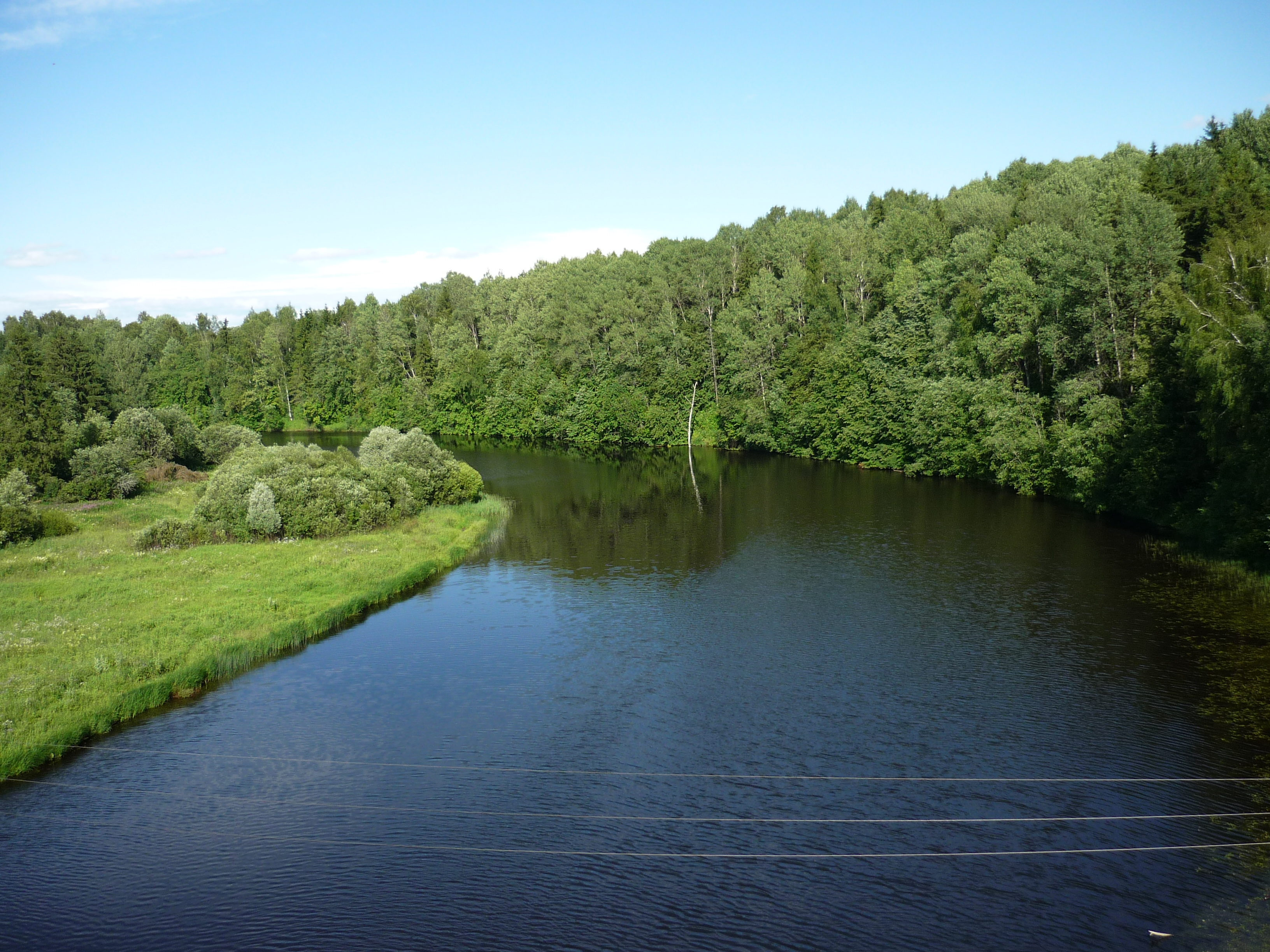
Вид на реку Осугу.
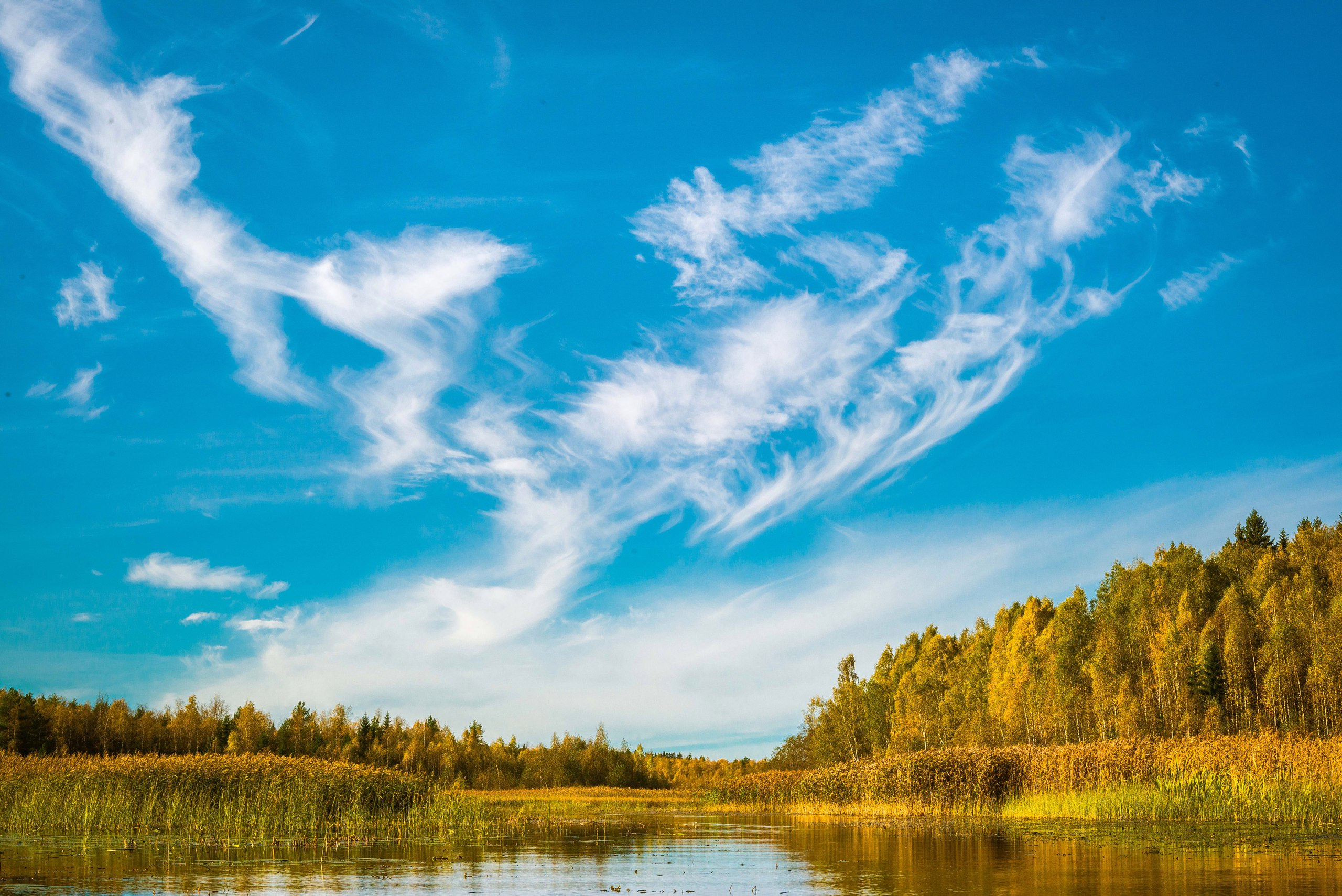
Озеро Мстино.

## Почвы
На территории области преобладают дерново-подзолистые, торфяно-подзолисто-глеевые, болотные почвы. На моренных отложениях — преимущественно суглинистые и супесчаные, в районе Валдайской возвышенности и на зандровых низинах — песчаные и супесчаные. В поймах рек — аллювиальные почвы.
В целом наиболее плодородные земли находятся на востоке области (Красный Холм, Кесова Гора, Кашин, Калязин) и на юге средней части (Торжок, Старица, Зубцов, Ржев).

## Лесные ресурсы

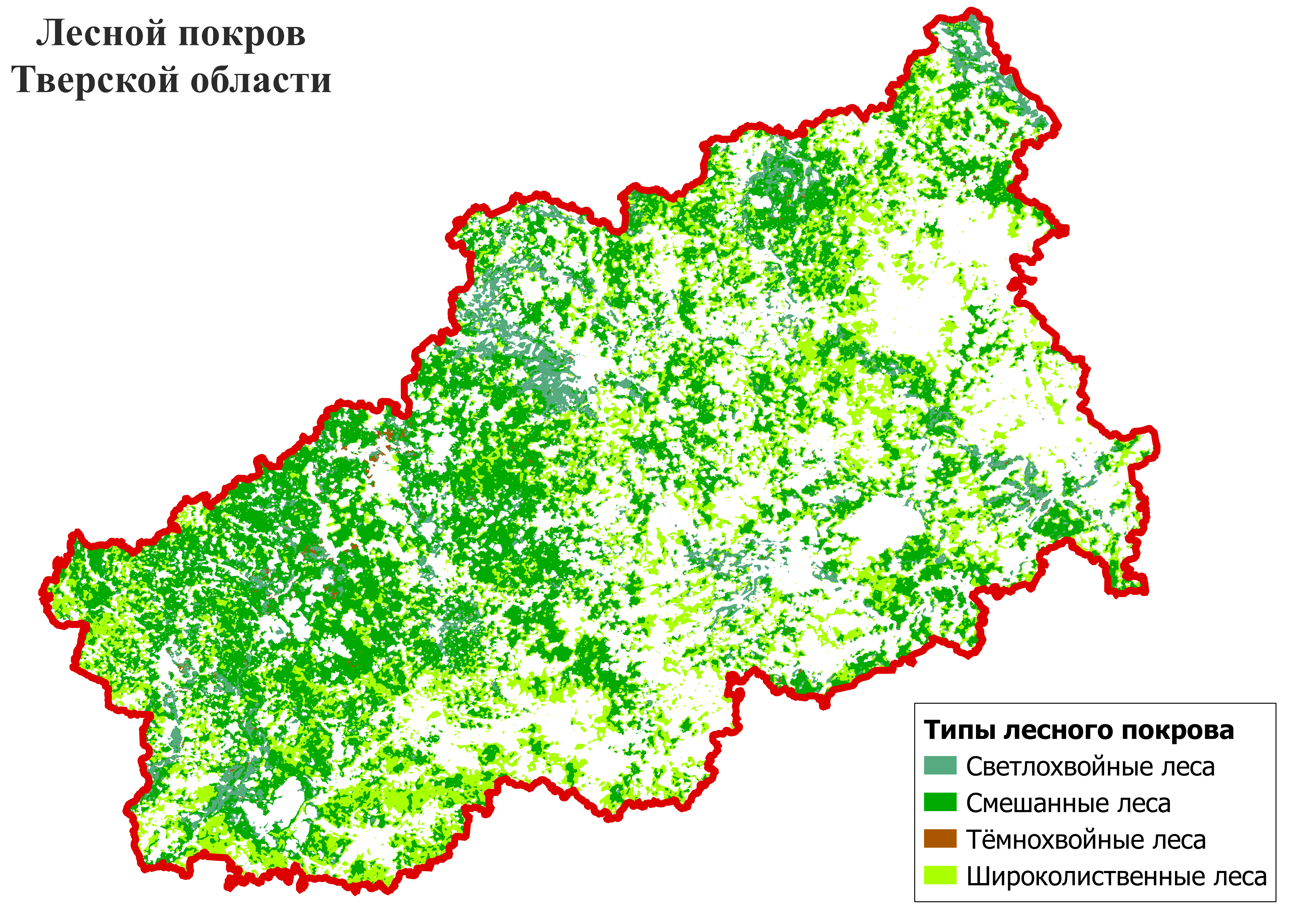

Регион находится в лесной зоне, в подзоне южной тайги, переходящей в широколиственно-темнохвойные леса на северо-западе и массивы сосновых лесов в северной и юго-западной частях.
Леса в Тверской области занимают чуть больше половины её территории. Лесистость составляет 54 %.
Наибольшую площадь занимают смешанные леса — 2 482 724,03 га, что составляет 29,5 % от общей площади области. Площадь широколиственных лесов 1 592 866,19 га (18,9 %). Площадь светлохвойных лесов 453 800,01 га (5,4 %). Наименьшая площадь приходится на темнохвойные леса — 21 228,11 га (0,25 %). Безлесные территории — 3 869 482,0 га (2010).
Общие запасы древесины в регионе — 658 млн м³. Запасы спелого леса оцениваются в 147,8 млн м³, включая ресурсы, предназначенные для эксплуатации, — около 100 млн м³. Расчётная лесосека установлена в объёме 6,2 млн м³/год, объём лесозаготовок составляет около 35 % лесосеки (2003).

## Животный мир
Формирование и развитие животного мира Тверской области тесно связано с европейскими широколиственно-еловыми и сосновыми южно-таёжными лесами, которые во многом определили современный облик местной фауны.
На сегодняшний день на территории Тверской области зарегистрировано 392 вида позвоночных животных (включая акклиматизированные виды). Известно 66 видов млекопитающих, 258 видов птиц, 52 вида рыб и круглоротых, 10 видов земноводных и 6 — пресмыкающихся. Основу современной фауны региона составляют широко распространённые таёжные виды: чёрный и трехпалый дятлы, глухарь, тетерев, рябчик, мохноногий сыч, ястребиная сова, щур, бородатая неясыть, снегирь, клесты (еловик, белокрылый), заяц-беляк, рысь, лесная куница, лось, бурый медведь, волк, лисица, енотовидная собака, барсук, европейская норка.